# أليخاندرو مالاسبينا
أليخاندرو مالاسبينا (بالإسبانية: Alejandro Malaspina)‏ (5 نوفمبر 1754 - 9 أبريل 1810) كان مستكشفًا توسكانيًا قضى معظم حياته كضابط بحري إسباني. تحت إشراف اللجنة الملكية الإسبانية، ذهب في رحلة حول العالم من عام 1786 حتى عام 1788، ثم من عام 1789 حتى عام 1794، ذهب في بعثة علمية (بعثة مالاسبينا) عبر المحيط الهادئ، واستكشف ورسم خرائط لجزء كبير من الساحل الغربي للأمريكتين من كايب هورن إلى خليج ألاسكا، عبورًا بغوام والفلبين، وتوقف أخيرًا في نيوزيلندا وأستراليا وتونغا.
تعمّد مالاسبينا باسم «أليساندرو». وقع خطاباته باللغة الإسبانية «ألكساندرو»، وأُطلق عليه اسم «أليخاندرو» من قبل العلماء.

## النشأة
ولد مالاسبينا في مولازو، وهي إمارة صغيرة تحكمها عائلته، كانت جزء من دوقية توسكانا الكبرى، وهي إقطاعية من الإمبراطورية الرومانية المقدسة. كان والدا أليخاندرو هما الماركيز كارلو موريلو وكاترينا ميلي لوبي دي سوراغنا. من عام 1762 حتى عام 1765، عاشت عائلته في باليرمو مع عم أليخاندرو الأكبر، جيوفاني فوغلياني سفورزا دراغونا، نائب ملك صقلية. من عام 1765 حتى عام 1773 درس في كلية كليمنتين في روما. في عام 1773، تم قبوله في منظمة فرسان مالطا وأمضى نحو عام يعيش في جزيرة مالطا حيث تعلم أساسيات الإبحار.

## الخدمة البحري
دخل مالاسبينا البحرية الملكية الإسبانية عام 1774 وحصل على رتبة ضابط صف بحري.
بين عامي 1774 و1786 شارك في عدد من المعارك البحرية وحصل على العديد من الترقيات. في يناير عام 1775، على متن الفرقاطة سانتا تيريزا، شارك مالاسبينا في الرحلة الاستكشافية لتحرير مليلية، التي كانت تحت حصار المغاربة. بعد فترة وجيزة رُقي إلى منصب لواء الفرقاطة. في يوليو عام 1775، شارك في حصار الجزائر وفي عام 1776، رُقي إلى منصب لواء السفينة.
من عام 1777 حتى عام 1779، على متن الفرقاطة أستريا، ذهب مالاسبينا في رحلة ذهابًا وإيابًا إلى الفلبين، ودار رأس الرجاء الصالح في كلا الاتجاهين. في أثناء الرحلة، رُقي إلى منصب ملازم الفرقاطة. في يناير عام 1780 شارك في معركة كيب سانتا ماريا وبعد ذلك بوقت قصير رُقي إلى منصب ملازم السفينة. في أثناء حصار جبل طارق الكبير، في سبتمبر عام 1782، عمل مالاسبينا على «سلاح بحري عائم». في ديسمبر من نفس العام، على متن سان جوستو، شارك مالاسبينا في القتال في كيب إسبارتيل. وسرعان ما رُقي مرة أخرى إلى منصب قائد الفرقاطة.
في عام 1782 اتُهم بالهرطقة وأُحيل إلى محاكم التفتيش الإسبانية، لكن لم يتم اعتقاله.
من مارس عام 1783 حتى يوليو عام 1784، كان مالاسبينا الثاني في قيادة الفرقاطة أسونسيون أثناء رحلة إلى الفلبين. في رحلته الأولى إلى الفلبين، مر برأس الرجاء الصالح من كلا الاتجاهين. في عام 1785، في إسبانيا، شارك مالاسبينا، على متن البريجانتين فيفو، في المسوحات البحرية ورسم الخرائط لأجزاء من ساحل إسبانيا. في نفس العام، تعين ملازمًا لسرية حراس البحرية في قادس.